# Кударинский аймак
Кударинский аймак — административно-территориальная единица в составе Бурят-Монгольской (с 1958 — Бурятской) АССР, существовавшая в 1943—1959 годах. Административный центр — село Кудара.
Кударинский аймак был образован 22 ноября 1943 года из 7 сельсоветов Кяхтинского района.
По данным 1945 года включал 7 сельсоветов: Алтайский, Больше-Кударинский, Кударинский, Мало-Кударинский, Тамирский, Ульзетуевский, Шарагальский.
23 ноября 1959 года Кударинский аймак был упразднён, а его территория передана в Кяхтинский аймак.